# Grow into One
Albums de Kumi Kōda
Affection
(2002) Feel My Mind
(2004)
Singles
Grow into One est le 2e album de Kumi Kōda, sorti sous le label Rhythm Zone le 19 mars 2003 au Japon. Il atteint la 8e place du classement de l'Oricon, et reste classé pendant 43 semaines, pour un total de 201 033 exemplaires vendus. Cet album contient l'un de ses singles le plus vendu, Real Emotion / 1000 no Kotoba.

## Liste des titres
| 1.  | Teaser (feat. Clench & Blistah)                                         | Clench & Blistah, Sachi Bennett | Miki Watanabe                    | Miki Watanabe                    | 1:53 |
| 2.  | Real Emotion                                                            | Kenn Kato                       | Kazuhiro Hara, H-Wonder          | h-wonder                         | 3:59 |
| 3.  | Boy Friend?                                                             | Ken Matsubara                   | h-wonder                         | h-wonder                         | 4:40 |
| 4.  | Your Only One                                                           | Kumi Kōda                       | Daisuke Suzuki                   | h-wonder                         | 4:53 |
| 5.  | One                                                                     | Kumi Kōda, Elizabeth Narita     | Elizabeth Narita                 | Ryuichiro Yamaki                 | 3:31 |
| 6.  | One Night Romance                                                       | Daisuke Imai                    | Daisuke Imai                     | h-wonder                         | 4:36 |
| 7.  | 1000 no Kotoba (1000の言葉)                                             | Kazushige Nojima                | Noriko Matsueda, Takahito Eguchi | Noriko Matsueda, Takahito Eguchi | 5:58 |
| 8.  | S.O.S ~Sound of Silence~                                                | Kenn Kato                       | Daisuke Suzuki                   | Ryuichiro Yamaki                 | 3:23 |
| 9.  | M.A.Z.E                                                                 | Kenn Kato                       | Hiro Yamaguchi                   | 813, h-wonder                    | 4:05 |
| 10. | Ranhansha (乱反射)                                                      | Ken Matsubara                   | Miki Watanabe                    | Ken Matsubara                    | 4:00 |
| 11. | Pearl Moon                                                              | Ken Matsubara                   | Elizabeth Narita                 | Ken Matsubara                    | 5:16 |
| 12. | Nasty Girl                                                              | Kumi Kōda                       | Genki Hibino, Shifo              | Seiji Akiyama                    | 4:39 |
| 13. | To Be One                                                               | Kenn Kato                       | Satoshi Hidaka                   | Satoshi Hidaka                   | 4:25 |
| 14. | Love across the Ocean                                                   | Kumi Kōda                       | Tsukasa                          | h-wonder                         | 3:38 |
| 15. | 1000 no Kotoba (1000の言葉) ~Alternate Orchestra Version~ (Bonus track) | Kazushige Nojima                | Noriko Matsueda, Takahito Eguchi |                                  | 6:25 |